# Matt Willis
Matthew James Sergeant (Londres, 8 de Maio de 1983) é um músico e compositor britânico que apareceu na mídia graças ao grupo musical Busted.

## Biografia
Matt nasceu em Tooting (Londres) mas sua família se mudou para Surrey e foi ali onde Matt foi criado. Mas teve que novamente se mudar, desta vez para a cidade de Wooking, para poder participar da escola. Matt não era feliz em sua escola, e se considerava um garoto problemático e, que em parte ficava sozinho, muitas vezes ele se acusava das coisas que não sabia fazer. Com apenas três anos seus pais se separaram, e também Matt enfrentava problemas de saúde com asma e a hiperatividade e fora sobre todos os seus problemas que junto com sua rebeldia com apenas 10 anos.
Mas em uma tarde, Matt e sua família se encontrava em um pub chamado Hasting, quando eles se animaram a cantar em um Karaoke já que nunca havia escutado Matt cantando. Matt se animou a cantar “Don’t Look Back in Anger” do grupo Oasis. 
E parece que a sorte de Matt estava mudando e imediatamente depois de sua atuação, um homem o propós a cantar uma de suas canções para um concurso de compositores no Vivian Ellis Award Matt aceitou e sua vida seguiu um novo caminho. Deixou a escola se inscreveu numa escola teatral chamada Sylvia Young, a qual pagava fazendo anúncios, programas de televisão, etc. Ali foi companheiro de muitos artistas como Lee Ryan (ex integrante do grupo Blue), Tom Fletcher McFly, Billie Pipier e Amy Winehouse entre outros.

## Busted
Busted foi uma banda inglesa com Willis no baixo, James Bourne na guitarra e Charlie Simpson guitarra solo e, ocasionalmente, bateria.
Busted formou-se em 2001 e se separou em 14 Janeiro de 2005.
Em muitos países a banda era conhecida como Bust. Eles ganharam um lugar no Guinness Book por ter vendido ingressos para fora de Londres no Wembley Arena durante seis noites.

## Co-composições
Matt co-compós algumas músicas para o Busted entre elas:
- What I Go to School For (Single)
- You Said No (Single)
- Year 3000 (Single)
- Sleeping With The Light On (Single)
- Air Hostess (Single)
- She Wants to Be Me (Single)
- 3am (Single)
- Thunderbirds Are Go! (Single)
- Losing you
- All The Way
- Dawsons Geek
- When The Day Turns Into Night
- Everything I Knew
- Loser Kid
- Late Night Sauna
- My Good Friend
- Last Summer
- Fake
- Better Than This

## Carreira solo
Depois de se recuperar do fim do Busted, Matt se lançou em carreira solo, apresentando singles em 2005 e 2006. Foram "Up All Night", "Hey Kid", "Don't Let It Go to Waste" e "Crash" para o filme As férias de Mr Bean. Logo após de lançar o CD Don't Let It Go to Waste. Depois de dar um tempo em sua carreira solo, Matt retornou a se apresentar.
Willis também confirmou sua presença no V Festival 2007. E também tudo indica que ele tocará com uma nova banda depois de 2008.